# 東武バスセントラル葛飾営業所

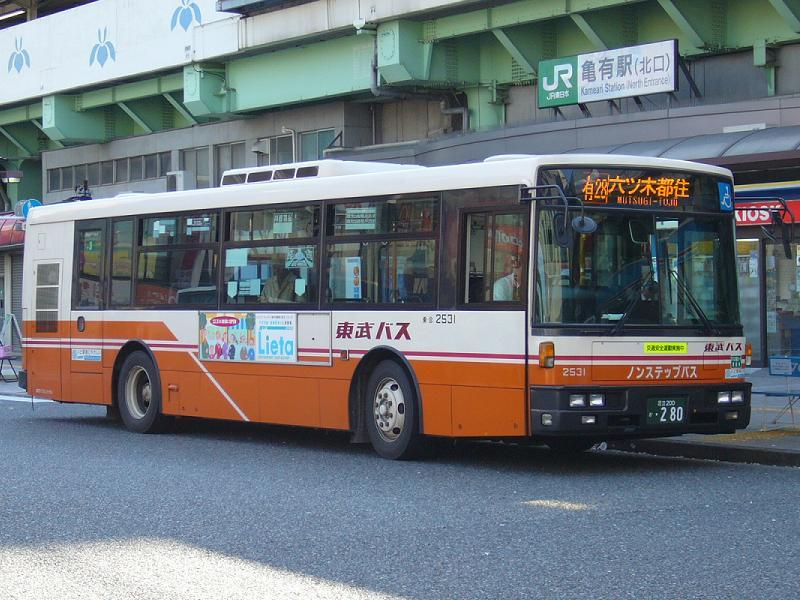
葛飾営業所所属車

東武バスセントラル葛飾営業所（とうぶバスセントラルかつしかえいぎょうしょ）は、東京都葛飾区西水元一丁目の飯塚橋東詰付近にある足立営業事務所傘下の営業所。所属車両のナンバーは葛飾ナンバー（葛飾ナンバー誕生以前は足立ナンバー）。

## 最寄駅および停留所
- 最寄停留所：葛飾車庫
- 最寄駅：亀有駅よりバス約10分、上記停留所下車。

## 沿革
- 1989年（平成元年）4月1日 - 前身の足立営業所大谷田出張所が現在地に移転、葛飾営業所として発足し花畑出張所が足立から同営業所の傘下になる。
- 2002年（平成14年）10月1日 - 組織変更により東武バスセントラル葛飾営業所となる。
- 2025年（令和7年）8月2日 - 北綾22・北綾39系統の新設を含むダイヤ改正を実施。[1]。

## 輸送人数
- 11,686人（2005年度、1日平均）[2]
- 9,800人（2019年度、1日平均）[3]

## 現行路線

### 綾瀬駅・北綾瀬駅 - 六ツ木都住 - 八潮駅北口線
- 綾21：綾瀬駅 - 東綾瀬公園 - （（北綾瀬駅）→） - 大谷田五丁目 - 辰沼団地入口 - 六ツ木団地 - 六ツ木都住 - 八潮駅北口
- 北綾22：北綾瀬駅 - 大谷田五丁目 - 辰沼団地入口 - 六ツ木団地 - 六ツ木都住 - 八潮駅北口
  - 2022年（令和4年）3月14日：綾21の一部便が八潮駅北口まで延伸。[4]
  - 2025年（令和7年）6月21日：北綾瀬駅前交通広場の供用開始に伴い、六ツ木都住・八潮駅方向のみ停車開始。[5]
  - 2025年（令和7年）8月2日：北綾22系統を新設。[1]

綾21系統の北綾瀬駅は六ツ木都住・八潮駅方向のみ停車する。北綾22系統は綾21系統のうち綾瀬駅側を北綾瀬駅発着に短縮した系統で、2025年8月2日改正で運行を開始した。綾21系統として運行していた便の大半を北綾22系統に置き換えられたダイヤになっており、これによって綾瀬駅～東綾瀬公園～北綾瀬駅間は減便された。
前乗り後降り運賃前払いだが埼玉県内を走行する六ツ木都住～八潮駅北口は加算料金となっており乗車時に降車バス停の申告が必要となっている。

### 綾瀬駅 - 六町駅 - 足立車検場 - 竹の塚駅線
- 綾24：綾瀬駅 - 青井六丁目 - 六町駅 - 足立車検場前 - 第五都営住宅 - 竹の塚駅東口
- 綾20：青井六丁目 - 西六町 - 足立車検場前 - 竹の塚駅東口（綾24の区間便、始発時間帯の駅行き・終発時間帯の駅発のみ運行）
  - 2004年11月11日：綾瀬駅発第五都営住宅行、竹の塚駅東口発青井六丁目行深夜バスを新設（後に休止）。
  - 2005年8月24日：同日の首都圏新都市鉄道つくばエクスプレス線六町駅開業に伴い、都営住宅 - 足立総合スポーツセンター入口間の経路を終日六町駅経由に変更。始終発時間帯数本の区間便のみ従来の西六町経由とし、当該区間便の系統番号を綾24から綾22・綾20へ変更。
  - 2007年8月27日：綾瀬駅発第五都営住宅行深夜バスの運行を休止。[6]
  - 2024年3月23日：綾22（綾瀬駅 - 西六町 - 第五都営住宅、始発時間帯の駅行き・終発時間帯の駅発のみ運行）を廃止[7]。

### 綾瀬駅 - 葛飾車庫線
- 綾23：綾瀬駅 - 団地西通り - 東和四丁目 - 大谷田 - 葛飾車庫

出入庫系統のため、大型車のほか、小型車による運行もある。入庫便を兼ねた深夜バス（深夜39、綾瀬駅→西水元循環→葛飾車庫行きのみ）も存在したが、2023年12月25日廃止。

### 北綾瀬駅 - 葛飾車庫線
- 北綾39：北綾瀬駅 - 大谷田 - 葛飾車庫

出入庫系統。2025年8月2日改正で新設。

### 亀有駅北口・綾瀬駅 - 水元総合スポーツセンター線
- 有36：亀有駅北口 - 大谷田 - 葛飾清掃工場 - 南水元 - 水元総合スポーツセンター
- 綾37：綾瀬駅 - 団地西通り - 東和四丁目 - 大谷田 - 葛飾清掃工場 - 南水元 - 水元総合スポーツセンター
  - 2018年1月22日：葛飾区の交通政策の一環としての社会実験運行が始まり[9]、2018年4月1日本格運行開始[10]。

### 亀有駅北口 - 西水元循環線
- 有25：亀有駅北口 - 大谷田 - 葛飾車庫（出入庫）
- 有27：亀有駅北口 - 大谷田 - ｛飯塚橋→水元神社前→西水元六丁目→葛飾車庫入口｝（西水元循環）
- 有26（葛飾車庫止まり）・有27（亀有駅行）：亀有駅北口 - 大谷田 - 西水元循環 - 葛飾車庫
  - 2006年8月17日 亀有駅北口～西水元循環経由～葛飾車庫行きの深夜バスを新設[11]
  - 2004年2月1日：従来亀有駅 - 葛飾車庫間であった運転区間を延長、西水元地区を反時計回りに一周する「西水元循環」とする。[12][13]

西水元地区は往復とも反時計回り循環。亀有駅発西水元循環葛飾車庫行深夜バスを運行。

### 亀有駅北口 - 戸ヶ崎 - 三郷中央駅線
- 有51：亀有駅北口 - 大谷田 - 戸ヶ崎 - 上戸ヶ崎 - 三郷中央駅
  - 2011年10月4日：運行担当を吉川営業所から葛飾営業所に変更。三郷中央駅行きを減回し、新たに三郷営業所と八潮営業所、京成バス松戸営業所の松戸駅行きが停車する「農協支所」折り返し便を系統新設（有50）。同時に運賃の支払方法を後払いから前払いに変更した。[14][15]
  - 2013年10月28日：有50を系統廃止し、「農協支所」への乗り入れを終了。あわせて有51の平日運行を取りやめ、土休日のみ1往復の運行に減便。

前乗り後降り運賃前払いだが埼玉県内は加算料金となっており乗車時に降車バス停の申告が必要となっている。

### 亀有駅北口 - 佐野・六ツ木循環線
- 有38：亀有駅北口 → 東和三丁目 → 辰沼団地入口 → 佐野公園 → 新広橋 → 六ツ木団地 → 辰沼団地入口 → 東和三丁目 → 亀有駅北口（佐野・六ツ木循環）
  - 2019年（令和元年）12月14日：前身の一つである有29の深夜バスが平日2便運行から1便運行に減少[16]。
  - 2021年（令和3年）1月30日：有29 土日朝1便片道のみ運行[17]。
  - 2022年（令和4年）3月14日：前身である有28が廃止。その代替として六ツ木都住手前で折り返す有38 亀有駅北口-佐野公園-六ツ木団地-亀有駅北口（佐野・六ツ木循環）が新設。有29の運行が土日夜1便片道に変更[4]。
  - 2023年（令和5年）12月25日：有29廃止。[8]

### 亀有駅北口 - （環七通り） - 足立区役所・王子駅線
- 王30：亀有駅北口 -（北綾瀬駅） - 本町五丁目 - 西新井大師 - 東京女子医大足立医療センター - 鹿浜橋 - 王子五丁目（王子神谷駅） - 王子駅（昼2往復のみ）
- 足35：亀有駅北口 -（北綾瀬駅） - 本町五丁目 - （無停車） - 足立区役所（平日昼1往復のみ）
- 王30（臨時）：亀有駅北口 -（北綾瀬駅） - 本町五丁目 - 西新井大師（年始のみ）
  - 2003年4月1日改正以前は都営バスと共同運行であったが、改正により共同運行を解消し単独運行になった。なお、都営バスは足立区役所を境に有30：亀有駅北口 - 綾瀬警察署 - 本町五丁目 - 足立区役所と王49折返：足立区役所 - 西新井大師 - 王子駅に分割したが、有30系統は廃止となった。
  - 2004年2月改正により王30を7往復から2往復に減少し、代わって足35を2往復開設した。
  - 2018年1月22日改正により足35が1往復に減少した。[18]
  - 2022年1月4日改正により東京女子医科大学附属足立医療センター乗り入れが開始[19]
  - 2025年6月21日：北綾瀬駅前交通広場の供用開始に伴い、亀有駅方向のみ停車開始。

ほぼ環七に沿って走行する路線バス
後述にある王31、王32の廃止以降、王30は東武バスグループの一般路線の中で唯一、北区内まで運転する路線となっている。
例年正月3が日には、西新井大師初詣客対策として臨時便が運行されている。
足35は都営バスが2013年3月31日まで運行していた有30系統と同一区間・ルートであるが、足35は終点間際の小右衛門町と足立区役所前（路上停留所）が無停車という点が異なる。

## 廃止路線

### 1990年頃、廃止
- 王31：綾瀬駅 - 本町五丁目 - 西新井大師 - 鹿浜橋 - 王子五丁目 -王子駅（都営バスと共同運行）
- 王32：西新井駅 - 西新井大師 - 鹿浜橋 - 王子五丁目 -王子駅

### 2013年3月廃止
はるかぜ第7弾として梅島・六木線として開設された際は下記で運行されていたが2013年3月に西新井駅発着となった際に廃止となった。
- 梅31：梅島駅入口 - 足立区役所 - 六町駅 - 六ツ木都住
- 梅32：梅島駅入口 - 足立区役所 - 六町駅 - 六ツ木都住 - 八潮駅北口
- 梅33：梅島駅入口 - 足立区役所 - 六町駅
- 梅34：六町駅 - 六ツ木都住
- 梅35：六町駅 - 六ツ木都住 - 八潮駅北口
- 足37：足立区役所 - 六町駅 - 六ツ木都住 - 八潮駅北口
- 足39：足立区役所 - 六町駅 - 六ツ木都住

### 2013年11月廃止
- 有51：亀有駅北口 - 大谷田 - 戸ヶ崎 - 農協支所[15]

### 2015年頃、西新井営業所に移管
- 王30：王子駅 → （この間無停車） → 鹿浜橋 → 西新井大師 → 西新井駅西口（深夜バス、王子駅発のみ）

### 2022年3月廃止
- 六21：綾瀬駅→団地西通り→東和三丁目→大谷田五丁目→辰沼団地入口→六ツ木団地→六ツ木都住（深夜バスのみ）
  - 2007年8月27日：六21系統（綾瀬駅発東和三丁目経由六ツ木都住行）深夜バスを新設。[6]
  - 2022年3月14日：六21廃止。[4]
- 有28：亀有駅北口 - 東和三丁目 - 辰沼団地入口 - 六ツ木団地 - 六ツ木都住
  - 2022年3月14日：有28が廃止。代替として六ツ木都住手前で折り返す有38 亀有駅北口-佐野公園-六ツ木団地-亀有駅北口（佐野・六ツ木循環）が新設。[4]

### 2023年12月廃止
- 有29：亀有駅北口 → 大谷田一丁目 → 大谷田三丁目 → 辰沼団地入口 → 六ツ木団地 → 六ツ木都住（土休日夜1便片道のみ運行）[8]
- 深夜39：綾瀬駅 → 東和四丁目 → 大谷田 → 西水元六丁目 → 葛飾車庫[8]

### 2024年3月廃止
- 綾22：綾瀬駅 - 青井六丁目 - 西六町 - 足立車検場前 - 第五都営住宅
- 西22：西新井駅東口 - 六町駅 - 六ツ木都住 - 八潮駅北口

### 2025年4月廃止

#### 綾瀬駅 - 東和住区センター線
- 綾31：綾瀬駅←綾瀬三丁目←東綾瀬団地←東和住区センター（平日のみ）
- 綾33：綾瀬駅→綾瀬三丁目→東綾瀬団地→東和住区センター東→大谷田→葛飾車庫（平日のみ）
- 綾33：綾瀬駅←綾瀬三丁目←東綾瀬団地←東和住区センター←大谷田←葛飾車庫（平日のみ）
- 綾34：綾瀬駅→綾瀬三丁目→東綾瀬団地→東和住区センター東→大谷田→飯塚橋下→大谷田一丁目（平日のみ）
- 綾35：綾瀬駅←綾瀬三丁目←東綾瀬団地←東和住区センター東←大谷田一丁目←飯塚橋下←大谷田（平日のみ）
  - 2009年7月1日：綾瀬駅 - 東和保健総合センター（循環）を開業。東和保健総合センター北2行深夜バスを設定。[21]
  - 2010年2月11日：綾31（綾瀬駅←東和保健総合センター入口）、綾33（綾瀬駅→東和保健総合センター北2）を現在の運行区間に短縮。東和保健総合センター入口を降車専用化。深夜バスを廃止。[22]
  - 2012年3月12日：綾32（綾瀬駅 - 東和保健総合センター）を綾34（綾瀬駅→東和保健総合センター→大谷田一丁目）、綾35（大谷田→東和保健総合センター→綾瀬駅）の2系統に分割し綾32を廃止。[23]
  - 2015年7月27日：「東和保健総合センター」を「東和住区センター」に改称。[24]
  - 2021年10月4日～2022年11月14日：中川堤防かさ上げ工事に伴い、綾34/綾35の大谷田～飯塚橋下～大谷田一丁目を運休[25][26]
  - 2023年10月16日～2024年2月予定:中川堤防かさ上げ工事に伴い、綾34/綾35の大谷田～飯塚橋下～大谷田一丁目の平日9時～18時にかかる運行を休止[27]
  - 2024年3月23日：綾33（綾瀬駅→東和住区センター東）を現在の運行区間に延伸。あわせて綾31・綾33・綾34・綾35の土休日運行を取りやめ、平日のみの運行となる[7]。
  - 2025年 4月1日 : 廃止 [28]

末端部は反時計回りのループ線となっている。運賃は周辺を走るはるかぜ（足立区コミュニティバス）2号・4号・7号に合わせて230円となっている（1号・5号・6号・8号・9号・11号・12号は210円）。2025年4月1日改正で全系統が廃止。これにより「飯塚橋下」「大谷田二丁目」「足立東高校前」「東和住区センター」「東和住区センター入口」「東和住区センター東」「東和住区センター北1」「東和住区センター北2」「蒲原中学校南」「東綾瀬団地」「東和一丁目」「東綾瀬小学校」「東綾瀬公園南」「綾瀬三丁目」の各停留所が併せて廃止となった。

#### 西新井駅 - 六町駅 - 六ツ木都住 - 八潮駅線（はるかぜ7号）

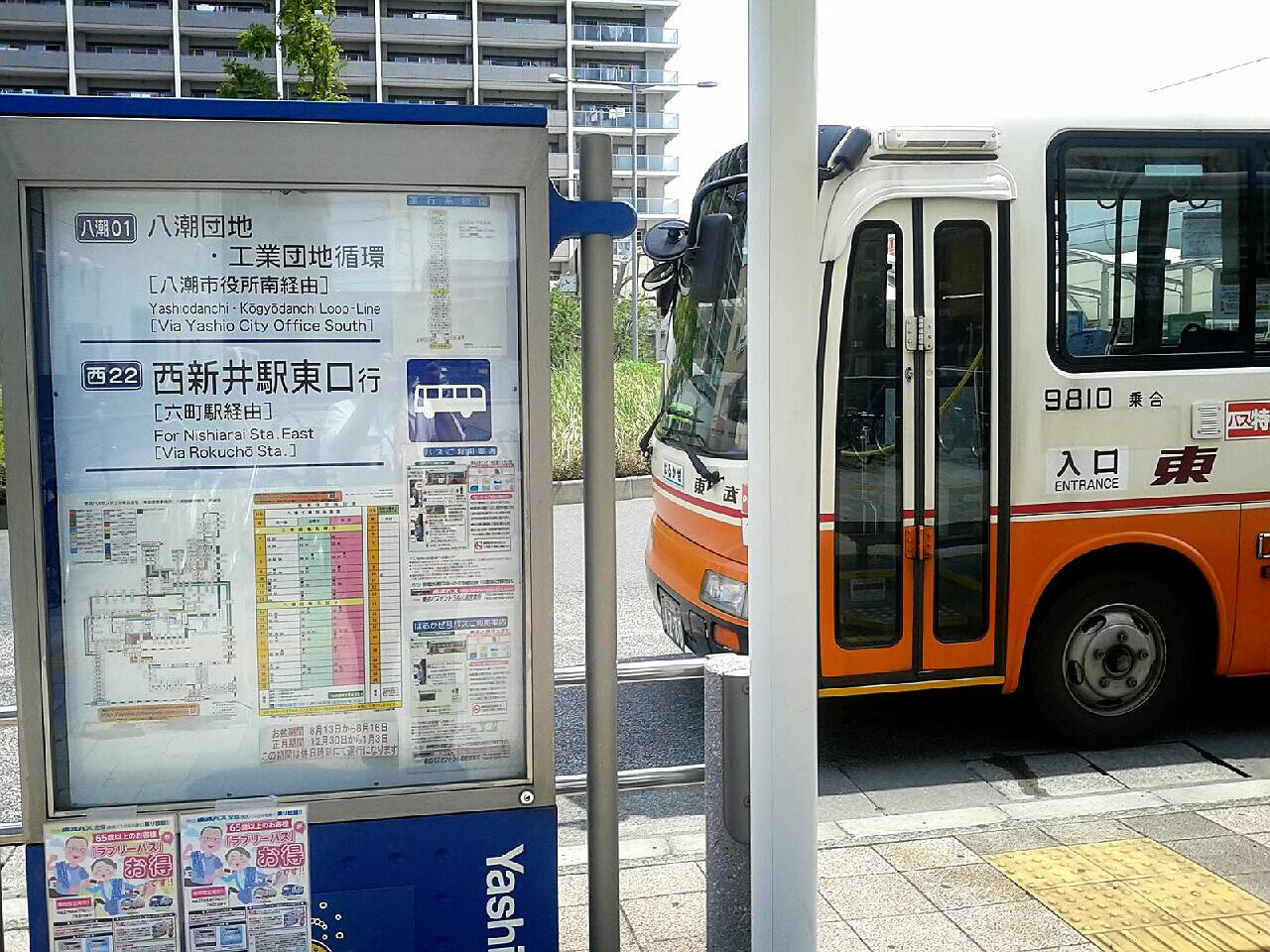
八潮駅で発車を待つ「西22・西新井駅東口行き」

- 西21：西新井駅東口 - 六町駅 - 六ツ木都住（平日のみ）
  - 2005年8月24日：同日の首都圏新都市鉄道つくばエクスプレス線開業に伴い「はるかぜ第7弾」という名称で開業。
  - 2009年4月1日：都市計画道路 補助第258号線平野三丁目地区の開通に伴い、経路変更。
  - 2012年8月1日：路線名を「はるかぜ7号（梅島・六木線）」に変更[29]
  - 2013年3月25日：西新井駅東口に乗り入れ路線名を「はるかぜ7号（西新井・六木線）」に変更。これに伴い、梅島駅、足立区役所乗り入れを廃止。[20][30]
  - 2020年2月1日：六木四丁目停留所(西新井方面のみ)を休止。
  - 2024年3月22日：西22（西新井駅東口 - 六町駅 - 六ツ木都住 - 八潮駅北口）を廃止。
  - 2024年3月23日：西21の土休日運行を取りやめ、平日のみの運行となる[7]。
  - 2024年6月17日 - 六木四丁目停留所（西新井方面のみ）を再開。
  - 2025年4月1日 - 系統廃止[31]

足立区コミュニティバスはるかぜの一つであり、西新井駅東口から平野地区を通り、六町駅を経由後に足立区の最も北東に位置する六ツ木都住までを結ぶ系統で、六ツ木都住から埼玉県八潮市の八潮駅まで乗り入れていた時期もあり、埼玉県内である六ツ木都住 - 八潮駅北口間は区間制運賃が適用されていた。また、狭隘区間が存在するため、専ら小型車両が使用されている。
単一経路ではあるが、八潮駅まで乗り入れる全線を通しての運行は運行開始当初から少なく六ツ木都住折り返しが主で、2024年3月改正で八潮駅乗り入れは廃止された。運行回数は1日6回にとどまっており、全区間とも乗客は比較的少ない。開業当初は主力である足立区役所 - 六町駅 - 六ツ木都住間に毎時1-2回程度の運行があり、六町駅折り返し便が設定された時期もあった。
2025年3月末をもって系統廃止されることとなった。これに伴い「島根住区センター」「中島根小学校」「平野住区センター」「平野小学校」「都営住宅南」「一ツ家第三公園入口」「南花畑三丁目」「花畑小学校前」「神明一丁目」「神明二丁目」「六木四丁目」の各停留所も併せて廃止となる。

## 車両
2020年に交付された葛飾ナンバーを取り付けた車両が9月に入り運用をスタートしている。